# Ryan Eggold
Ryan James Eggold (Lakewood, 10 augustus 1984) is een Amerikaans acteur.
Aan het begin van zijn carrière had hij voornamelijk gastrollen in televisieseries, waaronder Brothers & Sisters, Veronica Mars en The War at Home. Vanaf 2007 kreeg hij voornamelijk terugkerende rollen in onder andere Entourage, The Young and the Restless en Dirt. Zijn doorbraak kwam in het najaar van 2008, toen hij de rol van Ryan Matthews kreeg in de tienerserie 90210. Hij speelde een aantal jaren de rol van Tom Keen in de serie The Blacklist. Sinds september 2018 speelt hij dokter Max Goodwin in de ziekenhuisserie New Amsterdam.

## Filmografie

### Films
- 2018: BlacKkKlansman – Walter Breachway
- 2016: Lovesong – Leif
- 2014: The Single Moms Club – Peter
- 2013: Lucky Them – Lucas Stone
- 2013: The Disappearance of Eleanor Rigby: Him & Her
- 2013: Beside Still Waters – Daniel
- 2012: Into the Dark – Adam
- 2011: Sironia – Mason Jones
- 2010: Trophy Kids – Max
- 2008: Bloom  –Doug
- 2006: Con: The Corruption of Shawn Helm – Shawn Helm

### Televisie
- 2024-heden: Cross – Ed Ramsey
- 2018-2023: New Amsterdam – Max Goodwin
- 2017: The Blacklist: The Redemption – Tom Keen
- 2013-2017: The Blacklist – Tom Keen – 41 afleveringen
- 2009: United States of Tara – Tevin
- 2008-2012: 90210 – Ryan Matthews
- 2008: Dirt – Farber Kauffman
- 2007: Out of Jimmy's Head – Mike
- 2007: Entourage – 'Five Towns' Cast Member
- 2007: Nick Cannon Presents: Circuitz court – Jerry
- 2007: The Young and the Restless – barista
- 2006: The War at Home – Bruce (seizoen 2 aflevering 8)
- 2006: Veronica Mars – Charlie Stone (seizoen 3 aflevering 4)
- 2006: Brothers & Sisters – Randy Stewart (seizoen 1 aflevering 4)
- 2006: Related – Lloyd

- Gemeinsame Normdatei: 1113790008
- International Standard Name Identifier: 0000 0004 3072 1298
- Library of Congress Control Number: no2014046812
- Système universitaire de documentation: 236431404
- Virtual International Authority File: 308181311
- WorldCat: E39PBJxhgRJ7GQMVV8d83Yctrq